# HD 149026
HD 149026은 허큘리스자리에 있는 황색 준거성으로, 지구에서 약 257광년 떨어져 있다. 이 항성은 태양보다 더 무겁고, 밝고, 클 것으로 생각된다. 2005년 기준으로 이 항성 주위를 도는 외계 행성 1개가 확인되었다. 항성의 이름은 이 항성을 기록했던 헨리 드레이퍼 목록에서 기인한 것이다.

## 항성
HD 149026의 질량, 반지름, 광도는 태양보다 큰 것으로 추측된다. 질량이 크기 때문에 나이는 불과 20억 살밖에 되지 않았으나 태양에 비해 훨씬 더 빠른 속도로 진화가 이루어지고 있다. 이 항성의 중심핵에 있는 수소는 거의 다 고갈되었고, 주계열 단계를 떠나 적색 거성 단계로 이행되는 중이다. HD 149026은 지구에서 약 260광년 떨어져 있으며 맨눈으로는 이 별을 볼 수 없다. 그러나 쌍안경을 이용하면 쉽게 관찰할 수 있다.
이 항성은 수소 및 헬륨보다 무거운 중원소 함량이 태양의 두 배 정도이다. 중원소의 양이 많은데다 태양보다 상대적으로 밝기 때문에 N2K 컨소시엄의 천문학자 집단이 이 항성을 연구하기 시작했다.

## 행성계
2005년 천문학자들은 이 항성 주위를 돌고 있는 외계 행성 한 개를 발견했다. 행성의 이름은 HD 149026 b로 지어졌고 통과법을 이용하여 발견했다. 이 행성은 다른 통과법 외계행성에 비해 상대적으로 지름이 작은데, 이는 이 행성이 밀도가 크면서 어머니 항성에 가깝게 붙어 돌고 있는 존재임을 의미한다. 행성의 유효온도는 섭씨 2040도에 이를 것으로 보이며 많은 양의 적외선을 복사하기 때문에 붉게 빛날 것으로 생각된다. 과학자들은 이 행성이 어머니 항성의 빛을 거의 다 흡수한 뒤, 열에너지를 우주 공간으로 복사하는 것으로 믿고 있다.

## 같이 보기
- 페가수스자리 51